# Marieux
Marieux (picardisch: Mariu) ist eine nordfranzösische Gemeinde mit 130 Einwohnern (Stand 1. Januar 2022) im Département Somme in der Region Hauts-de-France. Die Gemeinde gehört zum Kanton Albert und ist Teil der Communauté de communes du Pays du Coquelicot.

## Geographie
Marieux liegt an der Départementsstraße D11 von Amiens nach Arras, die der Römerstraße folgt und zugleich die westliche Gemeindegrenze bildet, und bildet mit dem westlich dieser Straße gelegenen Montplaisir (Teil der Gemeinde Sarton im Département Pas-de-Calais) eine Siedlungseinheit. Die Entfernung nach Acheux-en-Amiénois beträgt acht Kilometer.

## Geschichte
Das Schloss von Marieux diente im Ersten Weltkrieg als Hauptquartier eines britischen Armeecorps. Am 25. Oktober 1915 fand hier ein Treffen von König Georg V. und dem französischen Staatspräsidenten Raymond Poincaré statt.

## Einwohner
| 1962 | 1968 | 1975 | 1982 | 1990 | 1999 | 2006 | 2010 |
| ---- | ---- | ---- | ---- | ---- | ---- | ---- | ---- |
| 120  | 115  | 117  | 113  | 92   | 82   | 104  | 111  |

## Verwaltung
Bürgermeister (maire) ist seit 2008 René Sara.

## Sehenswürdigkeiten

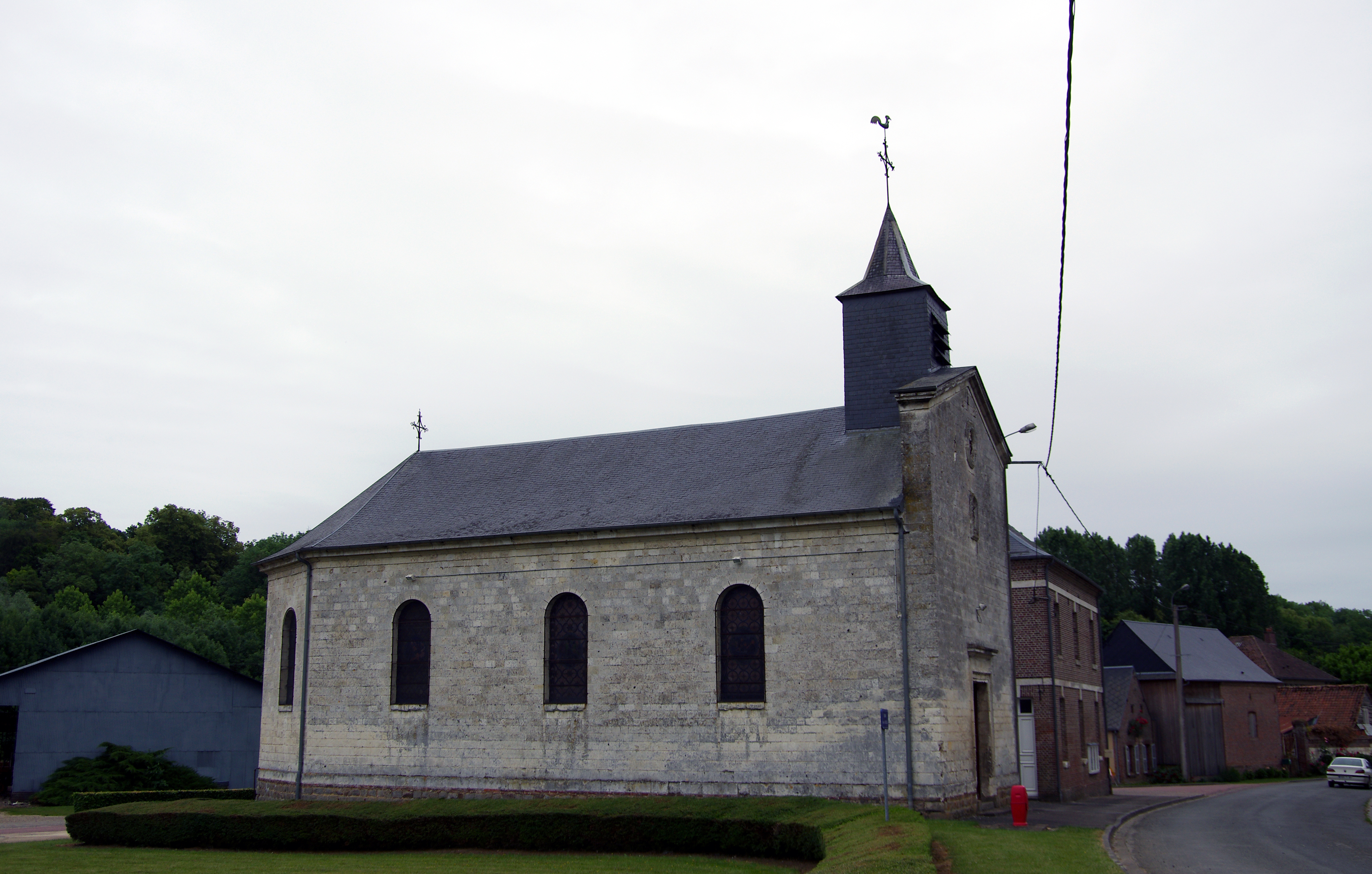
Kirche von Marieux

- Das 1777 erbaute Schloss mit seinem monumentalen Portal und einem achteckigen Taubenhaus
- Kirche Saint-Léger